# Alice in Chains
Alice in Chains (engl. für „Alice in Ketten“) ist eine US-amerikanische Rockband aus Seattle, Washington. Die Gruppe zählt neben Nirvana, Soundgarden und Pearl Jam zu den bekanntesten und erfolgreichsten Vertretern des Grunge und feierte ihre größten Erfolge in der ersten Hälfte der 1990er Jahre.

## Stil
Im Gegensatz zu anderen Vertretern der Grunge-Bewegung ist die Musik von Alice in Chains sowohl vom Heavy Metal als auch vom frühen, rohen Punk der Musikszene Seattles oder der Psychedelic-Rock-Bewegung beeinflusst. Charakteristisch für viele Songs war der zweistimmige Gesang des 2002 verstorbenen Sängers Layne Staley und des Gitarristen Jerry Cantrell, der zum Markenzeichen der Band wurde. Mindestens ebenso markant sind die zum Teil depressiv wirkenden Texte, die anfangs oft von Staley verfasst wurden und heute zu einem guten Teil von Jerry Cantrell stammen, der auch der hauptsächliche Komponist ist.

## Bandgeschichte

### 1987–1990: Die frühen Jahre
Sänger Layne Staley trat 1987 der Band von Gitarrist Jerry Cantrell bei, die sich Diamond Lie nannte. Bassist Mike Starr und Schlagzeuger Sean Kinney komplettierten die Besetzung, und noch im selben Jahr änderten sie den Namen in Alice ’n Chains, ein Bandname, den Staley bereits für eine seiner früheren Bands verwendet hatte. Die vier traten in ihren Anfangstagen als Glam- und Hair-Metal-Band in Aktion und nahmen mehrere Demos auf, bevor ihr Stil langsam düsterer und schwerer wurde und sie ihr Glam-Image ablegten.
Die Band änderte ihren Namen schließlich in Alice in Chains und unterschrieb am 9. Dezember 1989 einen Plattenvertrag bei Columbia Records (damals unter dem Kürzel CBS). Im Juli 1990 erschien dann mit We Die Young die erste EP der Band, deren Titeltrack zu erster Radiopräsenz führte, wenn auch nur auf rock-freundlichen Sendern. Zwei Monate später, am 21. August 1990, folgte das Debütalbum Facelift. Das Album schaffte es 1991, nach der Veröffentlichung des Videoclips zu Man in the Box, der über 16 Wochen auf Rotation bei MTV lief, bis auf Platz 42 der amerikanischen Charts. Später, im Zuge der guten Verkäufe der nächsten Alben, erreichte es Doppel-Platin.

### 1991–1994: Der Aufstieg und die Grunge-Ära

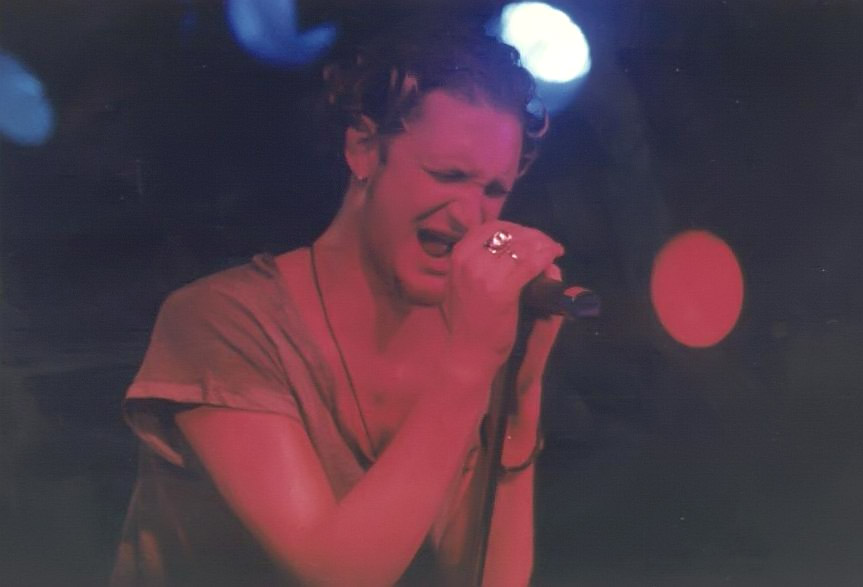
Der ehemalige Sänger Layne Staley im Jahr 1992

Alice in Chains eröffneten das Clash-of-the-Titans-Tourpaket in den USA für Megadeth, Slayer und Anthrax und tourten im Vorprogramm von Megadeth durch Europa. Eine weitere große Tour als Support für Van Halen folgte ab August 1991. Als Überbrückung nahm die Band eine Akustik-EP auf, die im März 1992 veröffentlicht wurde, den Titel Sap trug und Gastbeiträge von Ann Wilson (Heart), Mark Arm (Mudhoney) und Chris Cornell (Soundgarden) enthielt.
Ins Zentrum der im Herbst 1991 durch Nirvana  losgetretenen Grunge-Welle gerieten sie schließlich durch ihren Auftritt im Cameron-Crowe-Film Singles – Gemeinsam einsam, in dem sie ihren Song It Ain't Like That von Facelift live spielen. Auf dem dazugehörigen Soundtrack sind etliche Bands aus Seattle vertreten, die zu dieser Zeit populär waren. Nicht zuletzt durch diese Promotion avancierte das nächste Album Dirt zum Erfolg für die Band. Dirt schaffte es bis auf Platz sechs der US-amerikanischen Charts, trotz seines eher düsteren Grundtenors. Die Texte handeln von Drogen (Dirt ist ein Slangausdruck für Heroin), Depression, Wut, Krieg und Tod. Als Gast ist Slayer-Sänger Tom Araya zu hören.
Der heroinabhängige Bassist Mike Starr verließ die Band Anfang 1993 und wurde durch den ehemaligen Ozzy-Osbourne-Bassisten Mike Inez ersetzt, den Alice in Chains auf der gemeinsamen Tour kennengelernt hatten. 1993 tourten Alice in Chains auf der überaus erfolgreichen Lollapalooza-Festivaltour durch die Vereinigten Staaten. Ein Beitrag zum Arnold-Schwarzenegger-Film Last Action Hero folgte im selben Jahr, und am Ende des Jahres überschritt Dirt die Platingrenze.
Eine neue Akustik-EP folgte im Januar 1994. Jar of Flies markierte die erste Nummer eins für die Band. Zugleich war sie die erste EP, die in den Billboard 200 den ersten Platz belegte. Erstmals kursierten Gerüchte über die Heroinabhängigkeit des Sängers Layne Staley, sogar von einer Überdosis und einem zeitweiligen Herzstillstand war die Rede. Die Lollapalooza-Tour markierte gleichzeitig die letzte große Konzertreise der Band mit Staley.

### 1995–1997: Post-Grunge

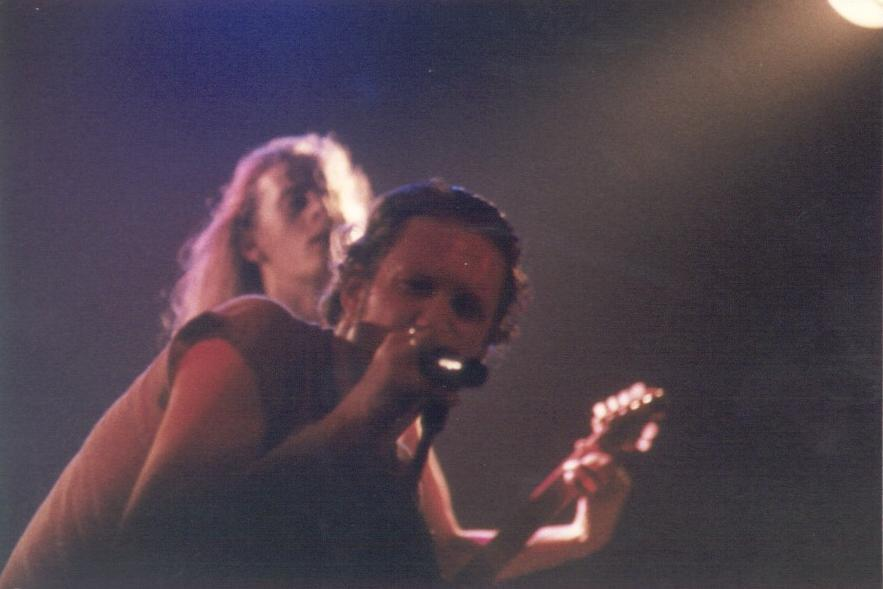
Layne Staley (Vordergrund) und Jerry Cantrell, 1992

Das Jahr 1995 wartete mit einer neuen Grunge-Superband auf: Staley schloss sich dem Pearl-Jam-Gitarristen Mike McCready und Screaming-Trees-Schlagzeuger Barret Martin sowie dem Bassisten John Baker-Saunders an. Mit dem Projekt Mad Season verband der trockene Alkoholiker McCready die Hoffnung, Staley würde mit Musikern, die nach ihrem Entzug nüchtern blieben, seine eigene Drogensucht besser bewältigen können. Das einzige Album der Gruppe erschien im selben Jahr, trug den Titel Above und erreichte Platinstatus in den USA.
Die übrigen drei Mitglieder von Alice in Chains arbeiteten zunächst ohne den Sänger an neuer Musik. Staley stieß erst spät wieder dazu und schrieb Texte zu mehreren Stücken. Im November 1995 kehrten Alice in Chains mit dem selbstbetitelten Album Alice in Chains zurück, das aufgrund des Covers – ein Hund, dem ein Bein fehlt – auch als Tripod oder Three betitelt wurde. Der dreibeinige Hund stand dabei als Synonym für das dritte Studioalbum der Band, symbolisierte aber auch, dass Staley bei den Aufnahmen aufgrund seiner Heroinsucht nur zeitweilig anwesend und arbeitsfähig gewesen war. „Sunshine“, so der Name des Hundes, war ein Haustier von Cantrell. In Japan durfte das Album mit dem Cover nicht erscheinen, da dort die Zurschaustellung von verkrüppelten Lebewesen zu kommerziellen Zwecken unter Strafe stand. Stattdessen erschien das Album mit neutralem Cover. Nach der EP vom Vorjahr landeten Alice in Chains zum zweiten Mal in Folge auf Platz eins der amerikanischen Charts. Bereits zwei Monate später waren alleine in den USA über zwei Millionen Exemplare des Albums verkauft.
Da dem Album keine Tour folgte, machten erneut Nachrichten über eine schwere Drogenabhängigkeit Staleys die Runde, die die Band vom Touren abhalte. Staley bestätigte in Interviews seine Drogenprobleme. Dennoch absolvierten Alice in Chains im Frühjahr 1996 eine Akustikshow, die wenig später unter dem Titel MTV Unplugged erschien. Bei diesem Konzert verstärkte sich die Band mit Scott Olsen als zweitem Gitarristen. Nach vier Konzerten als Vorband der Kiss-Reuniontour verschwanden Alice in Chains zunächst in der Versenkung. Das letzte Konzert mit Layne Staley fand am 3. Juli 1996 in Kansas City statt.

### 1998–2002: Die Band liegt auf Eis
Jerry Cantrell widmete sich in der Folgezeit seiner Solokarriere. Sein erstes Album Boggy Depot gilt unter vielen Fans durch die Beiträge von Mike Inez, Sean Kinney und dem Alice-in-Chains-Produzenten Toby Wright als ein weiteres, inoffizielles Album der Band. Der einzige Unterschied zu Alice in Chains ist das Fehlen von Sänger Layne Staley. Um ihn wurde es in den kommenden Jahren still. Mike Inez kehrte hingegen zwischenzeitlich zu Ozzy Osbourne zurück.
1999 waren Alice in Chains mit dem vier CDs umfassenden Boxset Music Bank wieder da, das u. a. zwei neue Songs der Band enthält. Touraktivitäten fanden aber erneut keine statt. Die beiden neuen Songs Get Born Again und Died sind die letzten, die Layne Staley einsang. Ein Livealbum mit dem schlichten Titel Live enthielt Mitschnitte aus den Jahren 1990 bis 1996 und erschien ein Jahr später.
Die Band hatte sich bis zu diesem Zeitpunkt nie offiziell getrennt, und der Schock saß umso tiefer, als Layne Staley am 19. April 2002 tot in seiner Wohnung aufgefunden wurde. Wie sich später herausstellte, starb er wahrscheinlich bereits am 5. April an einem Speedball, einem Gemisch aus Heroin und Kokain. Staley wurde nur 34 Jahre alt. Cantrell widmete sein zweites, zu diesem Zeitpunkt bereits aufgenommenes, aber noch nicht veröffentlichtes Soloalbum Degradation Trip seinem Freund und Bandkollegen. Der Tod Staleys bedeutete gleichzeitig das vorläufige Ende der Band.

### 2005–heute: Wiedervereinigung

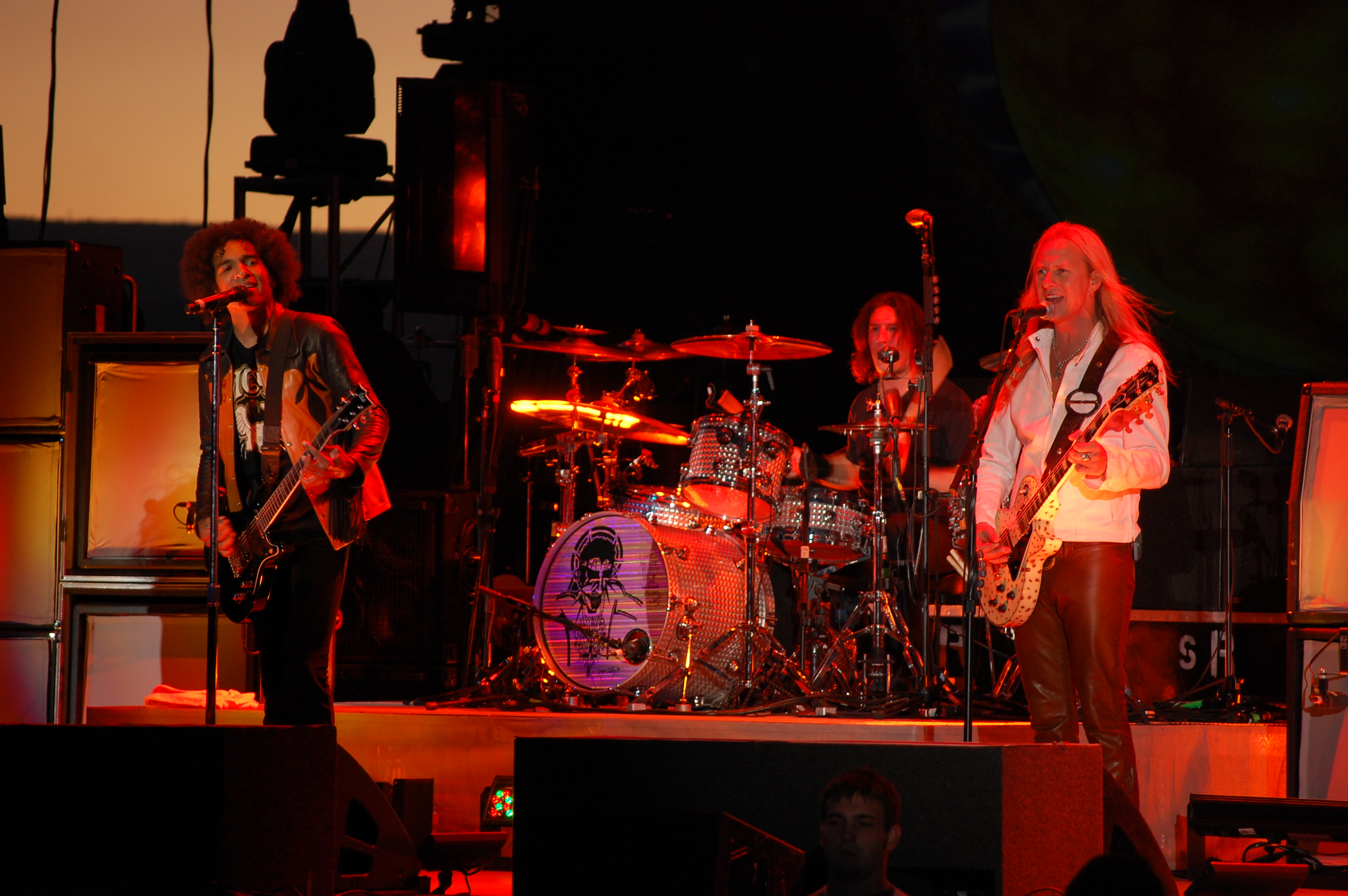
Die wiedervereinigte Band im Jahr 2007. V. l. n. r.: William DuVall, Sean Kinney und Jerry Cantrell (Mike Inez nicht abgebildet).

Im Jahr 2005 reformierten sich Cantrell, Inez und Kinney für ein Benefizkonzert in Seattle zugunsten der Opfer des Tsunamis im Indischen Ozean an Weihnachten 2004. Als Gastsänger fungierte an diesem Abend Damageplan-Frontmann Patrick Lachman. Weitere Überraschungsgäste waren Wes Scantlin von Puddle of Mudd sowie Tool-Sänger Maynard James Keenan, Aaron Lewis (Staind), Kevin Martin (Candlebox) und Ann Wilson von Heart. Jerry Cantrell gab später zu Protokoll, dass es sich gut angefühlt habe, wieder mit seinen alten Bandkollegen zu musizieren.
Bereits am 10. März 2006 standen Alice in Chains erneut auf der Bühne. Beim Decades Rock Live des Musikfernsehsenders VH1 stand Pantera-Sänger Phil Anselmo am Mikro. Am 12. Mai waren Cantrell, Inez und Kinney schon wieder zu sehen. Anlässlich der MAP Musicare Awards Show, bei der Metallica-Sänger James Hetfield ausgezeichnet wurde, spielten sie zusammen mit Hetfield und Metallica-Bassist Robert Trujillo die Songs Would?, Them Bones sowie die Metallica-Ballade Nothing Else Matters. Dies war auch deshalb bemerkenswert, weil Metallica und Alice in Chains zuvor lange als verfeindet gegolten hatten; unter anderem hatte sich Hetfield, selbst Alkoholiker, Jahre zuvor öffentlich über Staleys Heroinsucht lustig gemacht.
Im Sommer folgten Auftritte auf einigen Festivals in Europa wie dem Gods of Metal in Italien, Rock am Ring (hier sang Metallica-Frontmann James Hetfield zusammen mit der Band den Song Would?) und Rock im Park in Deutschland oder dem Download-Festival in England zusammen mit Bands wie Guns N’ Roses und Metallica. Neben den Festivals war die Band in einigen Clubs zu sehen. Für die Tour rekrutierte man William DuVall (Comes with the Fall) als Sänger. Ende 2008 begann die Band mit den Aufnahmen für ein neues Album. Den Posten des Leadsängers übernahm William DuVall, der inzwischen offiziell neues Bandmitglied ist. Am 25. September 2009 veröffentlichten Alice in Chains ihr neues Album, das den Titel Black Gives Way to Blue trägt und kommerziell erfolgreich war.
Von Ende 2009 bis Ende 2010 tourten Alice in Chains rund um die Welt, auch in Europa. Im Jahr 2010 traten sie unter anderem bei den bedeutenden Festivals am Rock am Ring/Rock im Park und beim Sonisphere Festival auf.
Am 8. März 2011 wurde der ehemalige Bassist Mike Starr tot in Salt Lake City aufgefunden. Als Todesursache wurden schnell Drogen vermutet, was die Polizei am 1. April 2011 bestätigte.
Im Februar 2013 kündigte die Band für den Mai desselben Jahres das fünfte Studio-Album mit dem Titel The Devil Put Dinosaurs Here an. Das zweite Studioalbum mit dem neuen Lead-Singer William Du Vall erschien schließlich am 28. Mai 2013.l Begleitend zum Album erschien eine 11-minütige Mockumentary namens AIC 23, die davon handelt wie ein Filmprofessor, gespielt von W. Earl Brown, versucht, einen Dokumentarfilm über die Band zu drehen. Im Juni erschien außerdem die iOs-App Pinball Rocks HD. Das Flipperspiel enthielt die neue Single Hollow und war dem Album-Artwork nachempfunden. Das Album erreichte in den US-Billboard-Charts Platz 2, die beste Platzierung dort seit dem selbstbetitelten Nummer-Eins-Album von 1995. Bei den Grammy Awards 2014 wurde es als Best Engineered Album, Non-Classical nominiert, verlor aber gegen Daft Punks Random Access Memories.

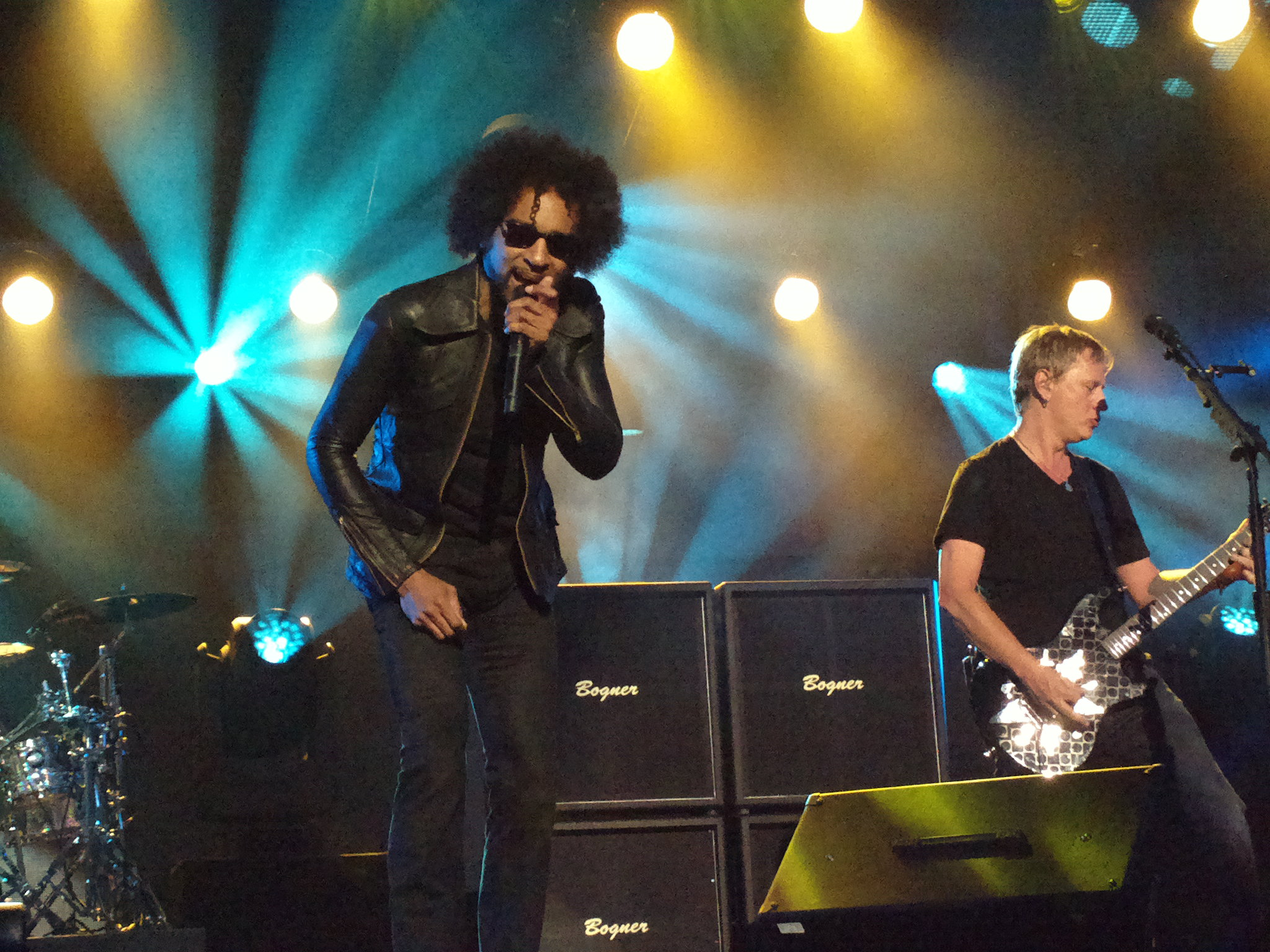
William DuVall (links) und Jerry Cantrell, 2013

Von 2013 bis 2014 tourte die Band durch die vereinigten Staaten, Europa und Kanada. Im Mai 2013 waren sie mit Soundgarden Co-Headliner des MMRBQ-Festivals in Camden, New Jersey. Am 18. Januar 2015 trat die Band in der Halbzeitshow des NFC Championship Game der Seattle Seahawks gegen die Green Bay Packers auf. Es folgte eine weitere Tour, die sich bis zum Sommer 2016 erstreckte. Dabei trat die Band auf einigen Shows im Vorprogramm von Guns n’ Roses auf. Im November 2016 erschien eine Coverversion vom Rush-Song Tears als Teil der Neuauflage von Rushs Album 2112. Neben Alice in Chains waren auch Bands und Künstler wie Foo Fighters, Billy Talent und Steven Wilson auf der Bonus-CD zu finden. Im gleichen Monat erschien anlässlich des Record Store Day eine Vinyl-Version des Videos Live Facelift. Die LP enthielt sechs Live-Songs und war auf 5000 Exemplare limitiert.
2017 begannen schließlich die Arbeiten am nächsten Album. Zum Zeitpunkt der Aufnahmen war die Band ohne Plattenfirma, da ihr Zwei-Alben-Vertrag mit der Universal Music Group erfüllt war. Für die Aufnahmen arbeiteten sie erneut mit Nick Raskulinecz zusammen. Als Studio wählten sie das von Ann und Nancy Wilson (Heart) gegründete Studio X, wo sie schon ihr Erfolgsalbum Alice in Chains aufgenommen hatten. Die Band unterschrieb für das Album bei BMG. Um das Album zu promoten, begann die Band im Vorfeld zu touren und spielte 2018 auf diversen Festivals. Das Album erschien schließlich am 24. August 2018 unter dem Titel Rainier Fog und wurde ein weltweiter Erfolg. In Deutschland, Österreich, der Schweiz und im Vereinigten Königreich war es der erste Top-Ten-Erfolg für die Band. Dem Album folgte ein 90-minütiger Science-Fiction-Film namens Black Antenna, der in Zusammenarbeit mit der Band entstand und auf dem Album basierte.
Das Album wurde außerdem bei den Grammy Awards 2019 als Best Rock Album nominiert. Ausgezeichnet wurde aber Greta Van Fleets Album From the Fires.

## Diskografie
Studioalben

| Jahr | Titel Musiklabel                                   | Höchstplatzierung, Gesamtwochen, AuszeichnungChartplatzierungen (Jahr, Titel, Musiklabel, Platzierungen, Wochen, Auszeichnungen, Anmerkungen) | Höchstplatzierung, Gesamtwochen, AuszeichnungChartplatzierungen (Jahr, Titel, Musiklabel, Platzierungen, Wochen, Auszeichnungen, Anmerkungen) | Höchstplatzierung, Gesamtwochen, AuszeichnungChartplatzierungen (Jahr, Titel, Musiklabel, Platzierungen, Wochen, Auszeichnungen, Anmerkungen) | Höchstplatzierung, Gesamtwochen, AuszeichnungChartplatzierungen (Jahr, Titel, Musiklabel, Platzierungen, Wochen, Auszeichnungen, Anmerkungen) | Höchstplatzierung, Gesamtwochen, AuszeichnungChartplatzierungen (Jahr, Titel, Musiklabel, Platzierungen, Wochen, Auszeichnungen, Anmerkungen) | Höchstplatzierung, Gesamtwochen, AuszeichnungChartplatzierungen (Jahr, Titel, Musiklabel, Platzierungen, Wochen, Auszeichnungen, Anmerkungen) | Anmerkungen                                                    |
| Jahr | Titel Musiklabel                                   | DE | AT | CH | UK | US | Rock | Anmerkungen                                                    |
| ---- | -------------------------------------------------- | --- | --- | --- | --- | --- | --- | -------------------------------------------------------------- |
| 1990 | Facelift Columbia Records (Sony)                   | DE41 a (1 Wo.)DE | — | — | UK— SilberUK | US42 a ×3Dreifachplatin · (60 Wo.)US | Rock24 (1 Wo.)Rock | Erstveröffentlichung: 21. August 1990 Verkäufe: + 3.060.000    |
| 1992 | Dirt Columbia Records (Sony)                       | DE25 b (24 Wo.)DE | AT62 b (1 Wo.)AT | CH24 b (1 Wo.)CH | UK36 b Gold · (14 Wo.)UK | US6 ×5Fünffachplatin · (102 Wo.)US | Rock1 (2 Wo.)Rock | Erstveröffentlichung: 29. September 1992 Verkäufe: + 5.277.500 |
| 1995 | Alice in Chains Columbia Records (Sony)            | DE93 (4 Wo.)DE | — | — | UK37 Silber · (2 Wo.)UK | US1 ×2Doppelplatin · (46 Wo.)US | — | Erstveröffentlichung: 7. November 1995 Verkäufe: + 2.195.000   |
| 2009 | Black Gives Way to Blue Virgin Records (EMI)       | DE21 (4 Wo.)DE | AT14 (3 Wo.)AT | CH21 (5 Wo.)CH | UK19 (2 Wo.)UK | US5 Gold · (32 Wo.)US | Rock3 (31 Wo.)Rock | Erstveröffentlichung: 25. September 2009 Verkäufe: + 540.000   |
| 2013 | The Devil Put Dinosaurs Here Capitol Records (UMG) | DE23 (2 Wo.)DE | AT13 (2 Wo.)AT | CH11 (3 Wo.)CH | UK22 (2 Wo.)UK | US2 (15 Wo.)US | Rock1 (14 Wo.)Rock | Erstveröffentlichung: 24. Mai 2013                             |
| 2018 | Rainier Fog BMG Rights Management (WMG)            | DE8 (3 Wo.)DE | AT6 (4 Wo.)AT | CH3 (4 Wo.)CH | UK9 (2 Wo.)UK | US12 (2 Wo.)US | Rock1 (3 Wo.)Rock | Erstveröffentlichung: 24. August 2018                          |

grau schraffiert: keine Chartdaten aus diesem Jahr verfügbar

## Auszeichnungen
- Kerrang! Awards
  - 1996: Classic Songwriter Award
  - 2009: Icon Award[21]

- MTV Video Music Awards
  - 1993: in der Kategorie „Best Video From a Film“ (Would?)